# Данилюк Наталія Василівна

Данилюк Н.В.

Наталія Василівна Данилюк (нар. 4 березня 1981 в селищі Перегінське Рожнятівського району  (Івано-Франківська область) — українська поетеса, учитель Перегінського ліцею №1, випускниця Прикарпатський національний університет імені В. Стефаника, (філологічний факультет, 2005), член Національної спілки письменників України, Асоціація українських письменників, лавреатка літературних премій: Премія імені Андрія Малишка (2015), Премія імені Марійки Підгірянки (2018), імені Анатолія Криловця (2020), імені Василя Юхимовича (2021). Дипломантка ряду літературних конкурсів: III та V Всеукраїнського літературного конкурсу імені Леся Мартовича», «Чатує в століттях Чернеча Гора», «Ми українці, ми європейці», «Дебют» від видавництва «Доля» (Крим), «Бентежить душу батьківська земля», «З точки зору осені», «Українська мова – мова єднання», «100 творів, які варто прочитати цього літа», «Літературна надія Дніпра», «Ой весна, весна, днем красна…» та літературних Інтернет-конкурсів. 
У 2019 році нагороджена Почесною грамотою від Український фонд культури «За активну творчу, громадську та благодійницьку діяльність на ниві відродження і розвитку національної культури». Поет року за версією журналу "Дніпро" (2014), член Всеукраїнського товариства «Просвіта» імені Тараса Шевченка, відповідальний секретар літоб'єднання "Ґорґани", член літературної платформи "Об'єднані словом", літературно-мистецького коша "Ріднокрай".
Авторка семи поетичних збірок. У творчому доробку поетеси Наталі Данилюк поетичні збірки: «Та жінка, що навпроти у вікні...» (2012), «Кульбабова віхола» (2013), «Океан, що навиворіт» (2015), «СвітиТи мусиш» (2018), «Три поетичні струни» (спільно з Любомиром Михайлівим, Лесею Шмигельською) (2020), «Непроминальне» (2021),«Чотири октави» (спільно з Лесею Геник, Світланою Ткачук, Наталією Баницькою) (2023).
Вірші авторки друкувалися в літературних та періодичних виданнях: в журналах "Дніпро", "Перевал", "Подільська толока", Галичина (газета), "Українське слово", Культура і життя, Кримська світлиця, а також у колективних збірках та альманахах: «Говорить Майдан», «Воїнам Світла», «Мислити і жити українно», «Україна непереможна», «Склянка Часу», «Антологія сучасної новелістики та лірики України», «Понад усе нам Україна», «Карпатська симфонія», «Серця у дзеркалі любові», «Ковток життя» та ін.